# Celso Moraes
Celso Cardoso de Moraes (* 4. August 1979 in São Paulo), auch bekannt als Chika, ist ein ehemaliger brasilianischer Fußballspieler.

## Karriere
Chika begann seine Karriere bei EC União Suzano und spielte unter anderem auch bei Ji-Paraná FC und São Gabriel FC. 2003 unterschrieb er einen Vertrag beim japanischen Okinawa Kariyushi FC. 2004 wechselte er zum Drittligisten Thespa Kusatsu. 2004 wurde er mit Kusatsu Tabellendritter der dritten Liga und stieg in die zweite Liga auf. Für den Verein bestritt er 82 Zweitligaspiele und schoss dabei 11 Tore. 2008 kehrte er nach Brasilien zurück und unterschrieb einen Vertrag bei Duque de Caxias FC. Danach spielte er bei CA Sorocaba, Comercial FC (Ribeirão Preto) und AA Altos.

## Erfolge
Ji-Paraná
- Staatsmeisterschaft von Rondônia: 2001

Ceilândia
- Distriktmeisterschaft von Brasília: 2010

Campinense Clube
- Staatsmeisterschaft von Paraíba: 2012